# Окно печали
«Окно печали» (азерб. Qəm pəncərəsi) — советский цветной художественный широкоэкранный фильм 1986 года режиссёра Анара Рзаева, снятый в жанре биографической драмы по произведениям азербайджанского писателя и журналиста Джалила Мамедкулизаде «Происшествие в селе Данабаш» и «Школа села Данабаш» на киностудии «Азербайджанфильм».
Премьера фильма состоялась 3 сентября 1987 года. Картину посмотрели 400 тыс. зрителей.

## Сюжет
1888 год. В азербайджанском селе Данабаш живёт Искандер, единственный образованный человек, который стал для детей источником знаний и вдохновения. Двое мальчиков, Джалил и Ахмед, особенно интересуются его рассказами. Однако жизнь в селе полна трудностей и беззакония. Отец Ахмеда, Мамедгасан, не может совершить паломничество из-за отсутствия денег, и он взял в долг осла, который в последствии был продан жадным старостой Худояром. Это привело к гибели Ахмеда, что стало для всех большим утратой.
В селе появляется преподаватель семинарии Рашид-бек, который забирает с собой Джалила, самого способного ученика местной школы. Родители Джалила не хотят отпускать его, но понимают, что будущее сына в образовании. В конце жизни Джалил Мамедкулизаде, вспоминая свои детские годы и близких людей, понимает, что он всегда смотрел на мир сквозь «окно печали».

## В ролях
- Гасанага Турабов — Мирза Джалил
- Эльмира Шабанова — Гамида
- Ильхам Сафаров — Джалил в детстве
- Руслан Насиров — Ахмед
- Гасан Мамедов — Мамедгасан
- Шукюфа Юсупова — Иззет
- Вагиф Гасанов — Худаяр
- Лейла Шихлинская — Зейнаб
- Зернигар Агакишиева — Шараф
- Фахраддин Манафов — Искандер
- Мамед Бурджалиев — Рашид-бек
- Мерахим Фарзалибеков — учитель Гасанов
- Насиба Зейналова — Сакина
- Яшар Нури — Кербелай Джафар
- Сиявуш Аслан — Карапет
- Рамиз Азизбейли — крестьянин
- Ариф Кулиев — крестьянин
- Алескер Мамедоглу — крестьянин
- Гюндуз Аббасов — крестьянин
- Гюмрах Рагимов — крестьянин
- Мухтар Авшаров — мулла
- Мирза Бабаев — судья
- Гамлет Хани-заде — Гаджи
- Рамиз Меликов — Чавуш
- Рафик Алиев — начальник
- Натиг Абдуллаев — Великули

Роли дублировали:
- Александр Белявский
- Тамара Сёмина
- Дима Родкин
- Виктор Молодожан
- Рудольф Панков
- Наталья Гурзо
- Алексей Панькин
- Нина Зоткина
- Валентина Ананьина
- Андрей Гриневич
- Владимир Прокофьев
- Артём Карапетян
- Марина Гаврилко
- Владимир Гусев
- Виктор Филиппов
- Юрий Саранцев
- Герман Качин
- Станислав Михин
- Владимир Разумовский
- Алексей Алексеев
- Валентин Брылеев
- Константин Тыртов
- Михаил Чигарёв
- Валентин Грачёв
- Юрий Гусев
- Александр Рыжков

## Съёмочная группа
- Режиссёр и сценарист: Анар Рзаев
- Оператор: Гусейн Мехтиев
- Композитор: Джаваншир Кулиев
- Художники: Рафик Насиров, Эльбей Рзакулиев

Фильм дублирован на киностудии «Мосфильм»
- Режиссёр дубляжа: Андрей Разумовский
- Звукооператор: Григорий Пильщик

## Производство
Работа над фильмом велась год, а съёмки длились 3,5 месяца — с июля по октябрь 1985 года. Поскольку произведение ранее исполнялось в виде театрального спектакля, уже было известно, что в фильме сыграют Гасанага Турабов, Гасан Мамедов, Насиба Зейналова, Яшар Нури, Сиявуш Аслан и Ариф Гулиев. Народный артист Азербайджанской ССР Гасан Мамедов впервые в своей карьере сыграл роль сельского жителя.
Одним из сложных вопросов во время производства фильма был выбор детей. Для съёмок требовалось 10-13 детей в возрасте от 5 до 15 лет. Детей отбирали на 6 месяцев, начиная с января. Для съёмок было протестировано более 1000 детей. Среди детей, участвовавших в фильме, только Руслан Насиров, сыгравший роль Ахмеда, позже продолживший карьеру.
Фильм снимался в павильонах киностудии «Азербайджанфильм», Баку, Дигяхе, Ичери-шехере, селе Зарат Шамахи, Гобустане, караване-сарае Карачи и Лагиче. В павильоне киностудии была построена комната, в которой Джалил Мамедкулизаде проживал до конца своей жизни. Мебель была привезена из Национального музея истории Азербайджана. В павильоне также строился класс школы села Данабаш.

## Критика
- Надир Бадалов: «В этом фильме образ Худаяр бека был доверен Вагифу Ибрагимоглу — это находка Анара Рзаева. Я даже не ожидал этого. Но как киновед я не рассматриваю «Окно печали» как успешный фильм. Энциклопедия Мирза Джалила здесь не сработала. На мой взгляд, Анар Рзаев — очень хороший писатель, но не режиссёр»[4].
- Фахраддин Манафов: «Теперь, если я скажу, что «я сыграл Кефли Искандера», мне будет стыдно. Если вы имеете в виду фильм «Окно печали», то я играл роль Искандера в фильме, основанном на сценарии, написанном Анаром Рзаевым. В общем, все фильмы Анара Рзаева имеют просветительский характер. Если вы обратили внимание, в его фильмах снимались не только профессиональные актеры, но и непрофессионалы — композиторы, режиссёры, даже журналисты. Анар Рзаев собирает светлых людей определенной эпохи и снимает фильм, который со временем становится очень ценным. Я еще не говорю о художественной стороне, а подчеркиваю, что это важно с точки зрения памяти о ярких личностях азербайджанской литературы. Он передаёт свои мысли, демонстрируя фрагменты из каждого произведения. Поэтому я не могу сказать, что «я сыграл Кефли Искандера»[5].